# The Complete Singles Anthology
The Complete Singles Anthology è la quinta ed ultima raccolta della band pop punk Buzzcocks. Composta da 3 cd per un totale complessivo di 55 brani, è la compilation più completa ed esaustiva della produzione musicale della band inglese. Sono presenti alcuni brani suonati dal vivo. L'ultimo cd inoltre si chiude con una lunga intervista a Pete Shelley e Steve Diggle, i due membri principali (anche per gli anni d'attività) dei Buzzcocks.

## Tracce

### Disco 1
1. Breakdown
2. Times Up
3. Boredom
4. Friends of Mine
5. Orgasm Addict
6. Whatever Happened To?
7. What Do I Get
8. Oh Shit!
9. I Don't Mind
10. Autonomy
11. Moving Away from the Pulsebeat
12. Love You More
13. Noise Annoys
14. Ever Fallen in Love (With Someone You Shouldn't've?)
15. Just Lust
16. Promises
17. Lipstick
18. Everybody's Happy Nowadays
19. Why Can't I Touch It?
20. Harmony in My Head
21. Something's Gone Wrong Again
22. You Say You Don't Love Me
23. Raison d'Etre
24. I Believe

### Disco 2
1. Are Everything
2. Why She's a Girl from the Chainstore
3. Airwaves Dream
4. Strange Thing
5. What Do You Know
6. Running Free
7. I Look Alone
8. Alive Tonight
9. Serious Crime
10. Last to Know
11. Successful St
12. Isolation (live)
13. Innocent
14. Who'll Help Me Forget?
15. Inside
16. Do It
17. Trash Away
18. All Over You (Live)
19. Libertine Angel
20. Roll It Over
21. Prison Riot Hostage

### Disco 3
1. Totally from the Heart
2. Thunder of Hearts
3. Soul on a Rock
4. Jerk
5. Don't Come Back
6. Oh Shit! (live)
7. Sick City Sometimes
8. Never Believe It
9. Paradise (live)

## Formazione
- Pete Shelley - voce e chitarra
- Steve Diggle - chitarra e voce
- Steve Garvey - basso
- John Maher - batteria